# Varengeville-sur-Mer
Varengeville-sur-Mer – miejscowość i gmina we Francji, w regionie Normandia, w departamencie Sekwana Nadmorska.

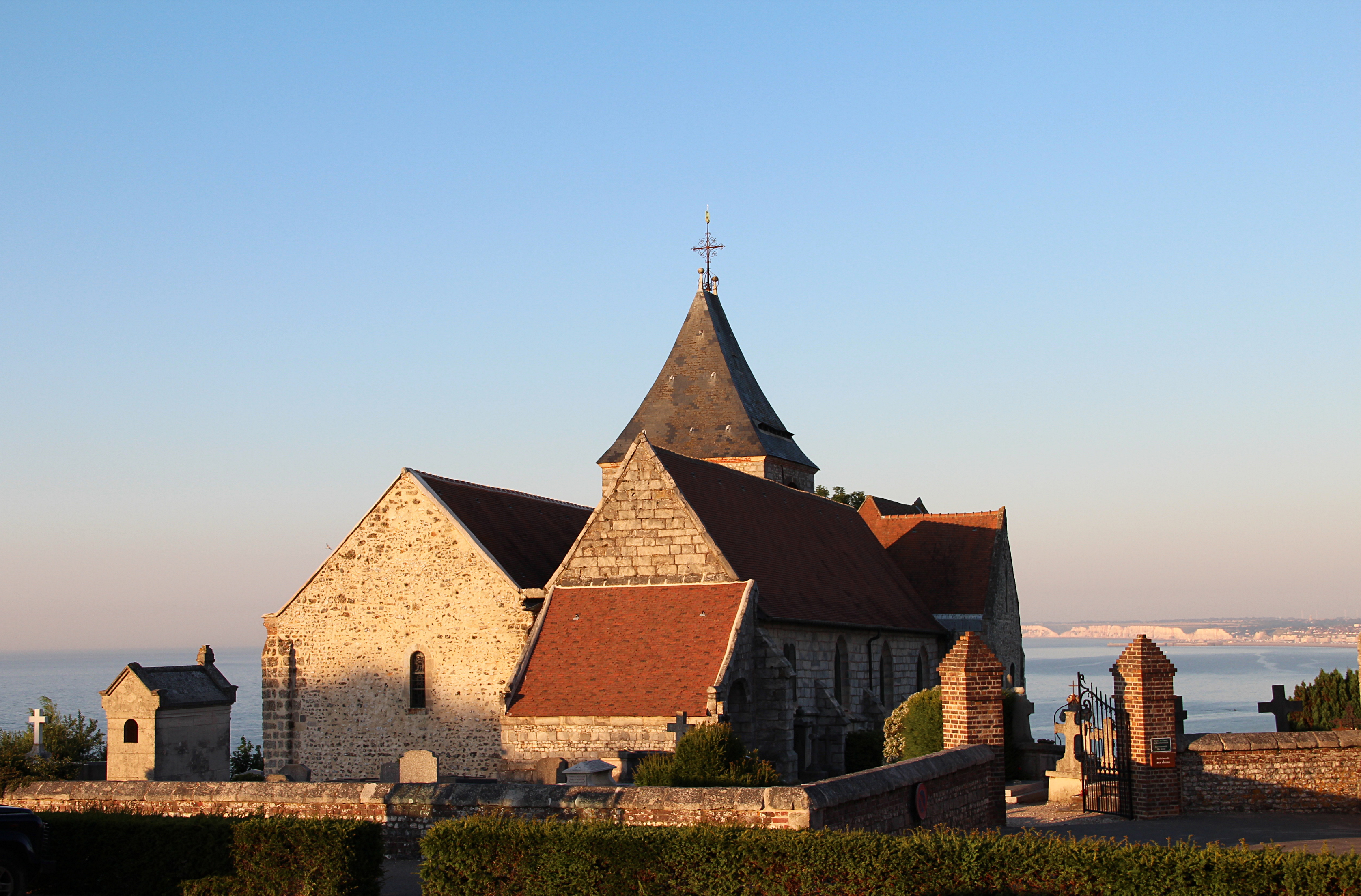
Kościół cmentarny św. Walerego (ok.1219), nad brzegiem morza.

Według danych z 1990 roku gminę zamieszkiwało 1048 osób, a gęstość zaludnienia wynosiła 97 osób/km² (wśród 1421 gmin Górnej Normandii Varengeville-sur-Mer plasuje się na 219. miejscu pod względem liczby ludności, natomiast pod względem powierzchni na miejscu 306.).